# Ram Pam Pam (Natti Natasha e Becky G)
Ram Pam Pam è un singolo della cantante dominicana Natti Natasha e della cantante statunitense Becky G, pubblicato il 20 aprile 2021 come quarto estratto dal secondo album in studio di Natti Natasha Nattividad e come primo estratto dal secondo album in studio di Becky G Esquemas.

## Promozione
Le due artiste hanno eseguito il brano per la prima volta in televisione al Tonight Show di Jimmy Fallon il 17 maggio 2021.

## Video musicale
Il video musicale, che conta la partecipazione di Prince Royce, è stato reso disponibile in concomitanza con l'uscita del brano.

## Tracce
Testi e musiche di Natalia Gutierrez "Natti Natasha", Rebbeca Marie Gomez "Becky G", Andrea Mangiamarchi "Elena Rose", Daddy Yankee, Francisco Saldaña "Luny", Jean Carlos Hernández Espinal "YannC", Juan Manuel Frias "Brasa", Justin Rafael Quiles "Justin Quiles", Rafael Pina "Raphy Pina", Siggy Vázquez e Valentina López "Kuinvi".
Download digitale
1. Ram Pam Pam – 3:20

Download digitale – Remix
1. Ram Pam Pam (Remix) (con Vanessa Mai) – 3:20

## Formazione
- Natti Natasha – voce
- Becky G – voce
- Francisco Saldaña "Luny" – produzione, missaggio
- Jean Carlos Hernández Espinal "YannC" – produzione
- Rafael Pina "Raphy Pina" – produzione, missaggio, registrazione
- Ovimael Maldonado Burgos "OMB" – missaggio, registrazione
- Colin Leonard – mastering
- Nino Karlo Segarra – registrazione

## Classifiche

### Classifiche settimanali
| Classifica (2021)     | Posizione massima |
| --------------------- | ----------------- |
| Argentina             | 6                 |
| El Salvador           | 4                 |
| Italia                | 69                |
| Perù                  | 13                |
| Repubblica Dominicana | 15                |
| Romania               | 9                 |
| Spagna                | 16                |
| Stati Uniti           | 120               |

### Classifiche di fine anno
| Classifica (2021) | Posizione |
| ----------------- | --------- |
| Spagna            | 64        |